# كلود بيري (لاعب كرة قدم أمريكية)
كلود بيري (بالإنجليزية: Claude Perry)‏ هو لاعب كرة قدم أمريكية أمريكي، ولد في 31 أكتوبر 1901 في Goodsprings, Alabama ‏ في الولايات المتحدة، وتوفي في 1 يوليو 1975.

## وصلات خارجية
- كلود بيري على موقع مرجع كرة القدم المحترفة.كوم (الإنجليزية)